# Coloration de Golgi
Pour les articles homonymes, voir Golgi.

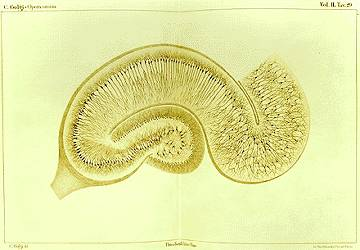
Dessin par Camillo Golgi d'un hippocampe fixé et coloré au nitrate d'argent.

La Coloration de Golgi (ou méthode de Golgi, méthode du nitrate d'argent) est une technique de coloration permettant de visualiser et de distinguer les différents types de neurones des tissus nerveux.
Elle fut mise au point en 1873 par le neuropathologiste italien Camillo Golgi (1843-1926). Initialement nommée la réaction noire (la reazione nera), le nom de Golgi lui fut ensuite attribué en hommage aux travaux de cet auteur sur le système neuronal.

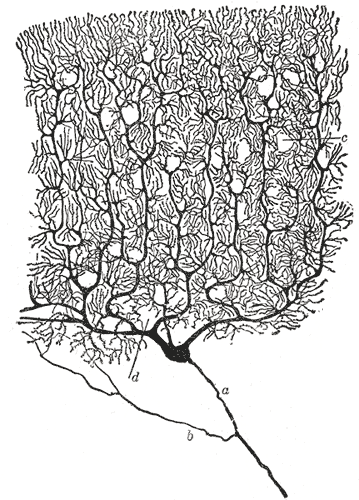
Dessin d'une cellule de Purkinje située dans le cortex cérébelleux, réalisé par Cajal, démontrant clairement le pouvoir de la coloration de Golgi pour révéler les détails les plus fins.

La coloration de Golgi fut notamment utilisée par le neuroanatomiste espagnol Santiago Ramón y Cajal (1852-1934) et lui permit de découvrir de nombreux faits nouveaux concernant l'organisation du système nerveux central. Ces découvertes furent décisives pour valider la théorie du neurone et valut à Golgi et Cajal le prix Nobel de médecine en 1906.
Cette technique de coloration est encore utilisée de nos jours par les neuroscientifiques, entre autres pour étudier la densité en épines dendritiques,,.
Divers protocoles existent,,,,.